# Undisputed Attitude
Az  Undisputed Attitude a Slayer amerikai metalegyüttes albuma. Az album három dal kivételével 80-as évekbeli punkegyüttesek számainak feldolgozását tartalmazza. A lemez eredeti koncepciója az volt, hogy bemutassa a Slayer gyökereit a kezdeti pályájukra nagy hatást gyakorolt együttesek számainak feldolgozásán keresztül. Eredetileg a Deep Purple, a Judas Priest, és egyéb klasszikus heavy metal-együttesek dalait is fel akarták venni, lévén egyformán hatással volt rájuk a punk és a heavy metal is, de aztán úgy döntöttek, hogy nem illenének a tőlük lényegesen elütő punkszámok közé. Ezzel együtt nem titkolt céljuk volt, hogy az akkoriban (1990-es évek közepe) dúló kommersz pop-punk (Green Day, The Offspring) őrülettel szembehelyezkedve megmutassák az embereknek, hogy mi is a „valódi” punk zene.
Bár a feldolgozások javarészt hűségesek az eredeti verziókhoz – ellentétben például a Dissident Aggressor című Judas Priest feldolgozással a South of Heaven albumon –, pár dalban hallhatjuk Hanneman és King védjegyszerű gitárszólóit az eredetileg punkra jellemzően minimalista szólóbetétek helyén.

## Dalok
1. Disintegration/Free Money (Verbal Abuse) – 1:41
2. Verbal Abuse/Leeches (Verbal Abuse) – 1:58
3. Abolish Government/Superficial Love (T.S.O.L.) – 1:48
4. Can’t Stand You (Hanneman) – 1:27
5. Ddamm (Hanneman) – 1:01
6. Guilty of Being White (Minor Threat) – 1:07
7. I Hate You (Verbal Abuse) – 2:16
8. Filler/I Don't Want to Hear It (Minor Threat) – 2:28
9. Spiritual Law (D.I.) – 3:00
10. Mr. Freeze (Doctor Know) – 2:24
11. Violent Pacification (D.R.I.) – 2:38
12. Richard Hung Himself (D.I.) – 3:22
13. I'm Gonna Be Your God (The Stooges) – 2:58
14. Gemini (Araya/King) – 4:53

## Közreműködők
- Tom Araya – basszusgitár, ének
- Jeff Hanneman – gitár
- Kerry King – gitár
- Paul Bostaph - dob
- Ralph Cacciurri – Hangmérnök
- Bryan Davis – Hangmérnök
- Jim Giddenes – Hangmérnök
- Greg Gordon – Hangmérnök
- Dennis Keeley – Fényképezés
- Michael Lavine – Borító
- Stephen Marcussen – Maszterelés
- Rick Rubin – Producer
- Dave Sardy – Producer, Keverés
- Bill Smith – Hangmérnök
- Dirk Walter – Dizájn

## Listás helyezés

### Album
Billboard
| Év   | Lista             | Helyezés |
| ---- | ----------------- | -------- |
| 1996 | The Billboard 200 | 34       |